# Exochomus metallicus
Exochomus metallicus är en skalbaggsart som beskrevs av Korschefsky 1935. Exochomus metallicus ingår i släktet Exochomus och familjen nyckelpigor. Inga underarter finns listade i Catalogue of Life.